# Mykyta Homenjuk
Mykyta Mychajlowytsch Homenjuk (ukrainisch Микита Михайлович Гоменюк, englische Transkription: Nikita Gomenyuk; * 25. Juli 2004) ist ein ukrainischer Billardspieler aus Kropywnyzkyj, der in der Billardvariante Russisches Billard antritt.
Er wurde 2019 ukrainischer Meister in der Disziplin Kombinierte Pyramide.

## Karriere
Mykyta Homenjuk begann im Alter von neun Jahren mit dem Billardspielen. Nachdem er bei der Jugendmeisterschaft 2015 eine Bronzemedaille gewonnen hatte, erzielte er 2016 seinen ersten Erfolg auf nationaler Ebene, als er im ukrainischen Jugendpokal seinen ersten von bislang fünf Turniersiegen erlangte und im Finale gegen Wladyslaw Denyssow erstmals ukrainischer Jugendmeister wurde. Bis 2019 gewann er sieben weitere nationale Jugendmeisterschaften. Ebenfalls im Jahr 2016 erfolgten seine ersten Teilnahmen am ukrainischen Pokal und an den nationalen Meisterschaften der Erwachsenen sowie an der Jugendweltmeisterschaft.
Während er im Pokal und bei den Meisterschaften 2017 nicht über das Achtelfinale hinaus kam, erreichte Homenjuk beim zweiten Turnier des UBA Cup 2017/18 unter anderem durch Siege gegen Oleh Haluschko und Pawlo Radionow das Halbfinale, in dem er dem späteren Turniersieger Artur Piwtschenko mit 1:5 unterlag. Nachdem er 2016 und 2017 in der Vorrunde ausgeschieden war, kam Homenjuk bei der Jugend-WM im August 2018 ins Achtelfinale. Wenig später gelangte er sowohl im Pokal, als auch bei der ukrainischen Freie-Pyramide-Meisterschaft erstmals ins Viertelfinale und unterlag dort Jurij Smyrnow beziehungsweise Dmytro Lebid. Am Jahresende gelangte er im Pokal ein weiteres Mal unter die besten acht und verlor diesmal gegen Oleksij Rudenko.
Im Februar 2019 erzielte Homenjuk seinen bis dahin größten Erfolg; unter anderem durch Siege gegen Titelverteidiger Andrij Kljestow und Jurij Smyrnow zog er ins Endspiel der Meisterschaft in der Kombinierten Pyramide ein, in dem er Pawlo Radionow mit 6:5 besiegte und ukrainischer Meister wurde. Nachdem er die Qualifikation zur Weltmeisterschaft knapp verpasst hatte, gewann er im September mit dem dritten Platz beim Turnier in Lwiw seine erste Medaille im ukrainischen Pokal. Bei der Jugend-WM 2019 schied er in der Vorrunde aus.
Nachdem er beim Wertikal-Pokal 2020 mit einem Erstrundenaus in das Jahr gestartet war, kam Homenjuk bei fünf Turnieren 2020 mindestens ins Halbfinale. So gewann er im Finale gegen Wolodymyr Perkun den Heraldic Billiards Club Cup und schied bei den Elite Profi Open sowie beim Wjatscheslaw-Adamez-Turnier im Semifinale aus. Bei der ukrainischen Kombinierte-Pyramide-Meisterschaft 2020 erreichte er als Titelverteidiger das Halbfinale und musste sich dort dem späteren Turniersieger Andrij Kljestow mit 2:5 geschlagen geben. Eine Woche später traf er im Finale des Star-Turniers in Dnipro erneut auf Kljestow, gegen den er sich nun mit 5:1 durchsetzte. Im Oktober schied er bei den Kyiv Open 2020 in der Vorrunde aus.

## Erfolge
| Ergebnis | Jahr | Turnier                                | Finalgegner      | Endstand |
| -------- | ---- | -------------------------------------- | ---------------- | -------- |
| Sieger   | 2019 | Ukrainische Meisterschaft (Komb. Pyr.) | Pawlo Radionow   | 6:5      |
| Sieger   | 2020 | Heraldic Billiards Club Cup            | Wolodymyr Perkun | 7:2      |
| Sieger   | 2020 | Star-Turnier                           | Andrij Kljestow  | 5:1      |